# Constante de couplage

Variation des constantes de couplage des quatre interactions fondamentales de la physique en fonction de l'énergie. La convergence à haute énergie des constantes de couplage des interactions électromagnétique et faible est certaine (interaction électrofaible) ; leur convergence à plus haute énergie avec la constante de couplage de l'interaction forte est plausible, conduisant à une grande unification ; la convergence à encore plus haute énergie avec la constante de couplage de l'interaction gravitationnelle fait également l'objet d'une hypothèse, qui conduirait à une théorie du tout.

En physique, une constante de couplage est un nombre caractéristique de l'intensité d'une interaction.

## Physique classique
En physique classique les constantes de couplage interviennent en mécanique et en électromagnétisme :
- la constante de couplage de deux circuits linéaires, comme l'inductance mutuelle M d'un transformateur. Voir aussi l'article Couplage de deux oscillateurs électriques ;
- la constante de couplage de deux systèmes mécaniques, souvent notée k, caractérise leur dépendance l'un à l'autre.

## Physique des particules
En physique des particules, le modèle standard introduit trois constantes de couplage, des nombres sans dimension associés aux trois interactions fondamentales :
- la constante de structure fine, constante de couplage de l'interaction électromagnétique qui compare le carré de la charge élémentaire[a] au produit {\displaystyle \hbar }{\displaystyle c} ;
- la constante de couplage de l'interaction nucléaire forte ;
- la constante de couplage de l'interaction nucléaire faible.

## Physique théorique
En théorie des cordes, la constante de couplage de deux cordes désigne la probabilité qu'il y ait une interaction entre les deux.